# Серпокрилець білогузий
Серпокрилець білогузий (Apus caffer) — вид птахів родини серпокрильцевих (Apodidae).

## Назва
Видова назва caffer походить від арабського слова «кафір», яким називали чорношкірих мешканців Африки. Згодом у Європі цим словом стали позначати всю Африку південніше Сахари.

## Поширення
Гніздиться в Африці південніше Сахари. Також є ізольована популяція в Марокко та на півдні Іспанії і Португалії. Ця популяція та птахи південнше річки Замбезі на півдні континенту є перелітними, а на решті ареалу птахи є осілими. Трапляється в різноманітних місцях існування, від досить сухих саван до екваторіальних лісів.

## Опис
Птах має довжину від 14 до 15,5 см, як і у решти серпокрильців, хвіст у нього роздвоєний, а крила довгі та загострені, в розгорнутому вигляді вони мають форму широкого півмісяця. Він чорно-коричневого кольору (хоча молоді екземпляри світліші), за винятком білих горла та підхвістя. Дзьоб і ноги чорні. Як і у решти серпокрильців, у нього короткі ноги і вони звикли звисати з вертикальних поверхонь.